# Playlist: The Very Best of Mariah Carey
Playlist: The Very Best of Mariah Carey è una raccolta della cantautrice statunitense Mariah Carey pubblicata il  26 gennaio 2010 da Legacy/Columbia.

## Il disco
La raccolta unisce canzoni già pubblicate e non pubblicate come singoli lungo il corso della sua carriera della cantante. L'album è uscito come parte di Playlist, una sezione di uscite discografiche di varie raccolte da parte della Legacy Recordings ed è stata pubblicata simultaneamente ad altre raccolte di altri cantanti della stessa casa discografica, come i Backstreet Boys o R. Kelly.
L'album contiene alcune hit della cantante unitamente ad alcuni singoli e canzoni risalenti a quando la Carey lavorava per la Columbia Records. Non contiene materiale registrato né con la nuova casa discografica, la Island, né con la precedente Virgin. Sono incluse versioni rimasterizzate di vecchi singoli e altri preferiti della cantautrice . La differenza tra questa raccolta e le precedenti è che in questa vi sono pezzi che furono successi secondo un parere personale di Mariah Carey, come Underneath the Stars, uno dei suoi brani preferiti.

## Tracce
1. Dreamlover – 3:53
2. Bliss – 5:44
3. Melt Away – 4:00
4. Breakdown (featuring Krayzie Bone & Wish Bone) – 4:44
5. Make It Happen – 5:07
6. Outside – 4:47
7. Vanishing – 4:12
8. Looking In – 3:35
9. Emotions – 4:09
10. Babydoll – 5:07
11. I Am Free – 3:09
12. Fantasy (Bad Boy Remix featuring Ol' Dirty Bastard) – 4:54
13. Underneath the Stars – 3:33
14. Rainbow (Interlude) – 1:47